# Du'a Khalil Aswad

Du'a Khalil Aswad

Du'a Khalil Aswad (دعاء خليل أسود) (n. 1989 sau 1990 – d. 7 aprilie 2007) a fost o tânără de etnie kurdă din Irak, cunoscută pentru faptul că a fost ucisă prin lapidare chiar de către rudele acesteia care au considerat că a încălcat onoarea familei printr-o relație cu un tânăr de altă religie și anume sunită. Mai mult, crima a fost filmată cu un telefon mobil și postată pe internet.
Această crimă de onoare a stârnit un val de indignare și chiar de violențe din partea suniților asupra celor de religie yazidi, la care aparțineau rudele fetei ucise. Aceste violențe au culminat cu masacrul de la Mosul din 2007, în care un grup de atacatori neidentificați au luat ca ostatici 23 de persoane de religie yazidi dintr-un autobuz și apoi i-au împușcat.